# 静岡県道205号大川静岡線
静岡県道205号大川静岡線（しずおかけんどう205ごう おおかわしずおかせん）は、静岡県静岡市内を通る一般県道である。

## 概要

### 路線データ
- 起点：静岡県静岡市葵区日向（静岡県道60号南アルプス公園線交点）
- 終点：静岡県静岡市葵区新伝馬1丁目（国道1号交点）

## 沿革
- 1960年（昭和35年）4月1日 - 認定[1]

## 地理

### 通過する自治体
- 静岡県静岡市（葵区）

### 接続する道路
- 静岡県道60号南アルプス公園線（起点：静岡市葵区日向）

この間未開通区間あり（静岡市葵区栃沢 - 静岡市葵区足久保奥組）
- 静岡県道29号梅ケ島温泉昭和線（美和中学校北交差点 - 美和トンネル交差点で重複）
- 国道1号（静清バイパス）（終点：平和IC、平和2丁目交差点）

### 周辺
- 地方独立行政法人静岡県立病院機構 静岡県立こころの医療センター
- 法務省 東京矯正管区 駿府学園
- 静岡市立大川中学校
- 静岡市立美和中学校
- 静岡市立籠上中学校
- 静岡市立大川小学校
- 静岡市立足久保小学校
- 静岡市立美和小学校
- 静岡市立安倍口小学校
- 静岡市立井宮北小学校
- 静岡市立井宮小学校
- 静岡市西ヶ谷総合運動場
- 安倍川総合スポーツ広場
- 静岡美和郵便局
- 静岡秋山郵便局
- 安倍川
- 安倍川水系足久保川

## その他
- 路線名の「大川」は、起点付近の旧自治体名（静岡県安倍郡大川村）に由来する。